# Diplarpea paleacea
Diplarpea es un género monotípico de plantas fanerógamas pertenecientes a la familia Melastomataceae. Su única especie: Diplarpea paleacea	Triana, es originaria de Sudamérica, distribuidas por Colombia y Ecuador.

## Taxonomía
El género fue descrito por José Jerónimo Triana y publicado en Genera Plantarum 1: 732, 756, en el año 1867.